# Hypnum saxetorum
Hypnum saxetorum är en bladmossart som beskrevs av Mitten 1859. Hypnum saxetorum ingår i släktet flätmossor, och familjen Hypnaceae. Inga underarter finns listade i Catalogue of Life.